# سوتی نیکولا (روستا)
سوتی نیکولا (به بلغاری: Sveti Nikola) یک منطقهٔ مسکونی در بلغارستان است که در شهرستان کاوارنا واقع شده‌است.